# 車谷弘
車谷 弘（くるまたに ひろし、1906年（明治39年）8月28日 - 1978年（昭和53年）4月16日）は、日本の編集者、俳人、実業家。文藝春秋専務取締役を務めた。

## 人物・来歴
静岡県下田市出身。唐人お吉研究で知られる郷土史家・眼科医の村松春水を伯父に持つ。1929年（昭和4年）東京薬学専門学校（現・東京薬科大学）卒業。翌年『サンデー毎日』の懸賞小説に入選。永井龍男と下宿を共にしていたこともある。
1931年（昭和6年）より文藝春秋社に勤め、戦後、菊池寛が同社を解散した際、佐佐木茂索、鷲尾洋三らとともに文藝春秋新社を設立。『文藝春秋』、『オール讀物』の編集長、編集局長、出版局長を経て専務取締役となった。
小説を書くほか俳句をし、渡辺水巴、久保田万太郎に師事。『侘助』『花野』と2冊の句集を出した。『銀座百点』の編集に携わり、向田邦子に連載を勧めた。その他、内田百閒の『ノラや』などの装丁を担当したこともある。出版部長時代に、石原慎太郎『太陽の季節』の出版に強硬に反対したという逸話がある。
1977年（昭和52年）、『わが俳句交遊記』で芸術選奨文部大臣賞受賞。

## 著書
- 『算盤の歌』明石書房、1942年。小説
- 『草の葉日記』京屋出版社、1946年。小説
- 『侘助 句集』牧羊社、1971年。
- 『わが俳句交遊記』角川書店、1976年。
- 『花野 句集』牧羊社、1976年。
- 『銀座の柳』文藝春秋、1980年。中公文庫、1989年。